# Светомир Арсић Басара
Светомир Арсић (Севце, 15. мај 1928 — Београд, 10. мај 2024) био је српски вајар и писац. Створио је велики број скулптура инспираним националном историјом и јунацима.

## Биографија
Основну школу похађа у Севцу, Нижу гимназију у Урошевцу а Гимназију у Косовској Митровици. У Нишу је 1948. године уписао Школу за примењену уметност. Године 1953. је примљен на Академију за примењену уметност у Београду, где је дипломирао марта 1958. На Вишој педагошкој школи у Приштини предаје вајање и методику ликовног васпитања од 1962. Од 1973. је предавао на одсеку за вајарство на Академији уметности у Приштини, све до 1995. када је пензионисан.
Оснивач је Ликовне колоније у Дечанима, и иницира оснивање Клуба ликовних уметника Косова и Метохије 1958. године.
Године 1982. примљен је за дописног члана Косовске академије наука и уметности коју напушта 1990, а 1994. је изабран за редовног члана Српске академије наука и уметности.
Први рад „Глава девојчице“ извајао је у глини 1950; од те године учествује на бројним колективним изложбама у земљи и иностранству.
Године 1969. учествује на Међународном симпозијуму вајара „Форма вива“ у Порторожу.
У Институту за српску књижевност у Лепосавићу је 2000. године одржан научни симпозијум о делу Светомира Арсића Басаре.
Писао је студије о скулптури, ликовне критике и приповетке.
Живео је и радио у Београду.

## О скулпторском делу
Крајем седамдесетих година прошлог века политичка ситуација у Југославији нагло је почела да се погоршава а њен кулминативни ниво досегнут је на Косову и Метохији током једне од бројних и континуираних послератних побуна Албанаца. Изрази тадашње тешке, свакодневне егзистенцијалне борбе за опстанак угрожене нације одједном су се појавили у тамошњем пластичком стваралаштву - пре свега у скулптури Светомира Арсића Басаре. Та нова јединствена тематска формација у његовим делима унела је једну дотад непознату живост у наш ликовни живот са многим карактеристикама које су је издвојиле на актуелној уметничкој сцени. Централна личност, ове промене схватања и места ликовне уметности у данашњем друштву, не само у српској уметности, био је Светомир Арсић Басара. До тада познатији као представник високомодернистичког формализма шездесетих и седамдесетих у савременој српској скулптури који је трагао за чистом, апстрактном формом која се ослањала искључиво на естетичке вредносне категорије, од краја осме деценије постепено се мењао у правцу метафоричког и симболичког израза. Басара је изненадио јавност 1984. када је на ретроспективној изложби у Београду показао најновији циклус дела сасвим измењених креативних схватања. Усред косметске трагедије која је најавила и дугорочне промене на југословенској политичкој сцени а које је уметник наслутио (који ће наступити тек крајем те деценије, нарочито у последњој декади века са догађајима коју су тада зачети а коначни резултати биће досегнути дефинитним распадом Југославије и егзодусом три њене највеће нације) Арсић је започео да ствара монументални циклус великих скулптура инспирисаних националном историјом и њеним јунацима и свецима.

## Самосталне изложбе
- 1956 Градска библиотека, Алексинац
- 1961 Сала Радничког универзитета, Приштина
- 1963 Фоаје Покрајинског позоришта, Приштина, Галерија „Зимског салона“, Суботица
- 1970 Фоаје Покрајинског позоришта, Приштина, Хотел „Бреза“, Брезовица, Фабричка хала Предионице, Приштина
- 1973 Уметничка галерија, Крушевац
- 1979 Галерија уметности, (ретроспектива), Приштина
- 1981 Галерија савремене уметности, Ниш
- 1984. — 1985. ретроспективна изложба, Павиљон „Цвијета Зузорић“, Београд
- 1985 Трстеник
- 1988 Галерија Саламбо, Париз
- 1989 Рашка
- 1989 Галерија Културног центра, Београд
- 1990 Трстеник, Лозница, Крупањ, Обреновац, Неготин, Београд, Бор, Приштина
- 1991 Галерија студентског центра, Крагујевац, Галерија уметности, Приштина
- 1995 Галерија савремене уметности, Ниш, Галерија ’73, Београд
- 1996 Галерија „Замак културе“, Врњачка Бања, Српски културни центар „Св. Сава“, Суботица, Народни музеј, Сомбор, Народни музеју, Крагујевац
- 1997 Галерија Културног центра, Ариље, Галерија Културног центра, „Карловачка уметничка радионица“, Сремски Карловци
- 1998 Ретроспективна изложба скулптура, Галерија САНУ, Београд, Одељак САНУ-у, Нови Сад, Галерија Народног музеја, Лесковац[1]
- 1999 Културни центар, Власотинце, Уметничка галерија „Чедомир Крстић“, Пирот, Галерија народног музеја, Врање
- 2000 Дом дипломатског кора, Београд
- 2005 Српска косовско-метохијска кућа, Београд
- 2006 Руски дом, Београд, Галерија Савремене ликовне уметности, Ниш, Читаоница библиотека, Нови Кнежевац
- 2008 Петровац на Млави, Деспотовац, Жагубица, Свилајнац
- 2010 Галерија РТС-а, Београд[5]
- 2019 Галерија САНУ, Београд[6]

## Књиге
- Корито, приповетке, Приштина, 1998.
- Пут за Дечане, приповетке, Београд, 2023.[7]

## Награде и признања
- 1954 II награда на конкурсу листа „Јединство“ за ликовне прилоге, Приштина
- 1956 II награда за Штафетну младости АОКМ-а, Приштина
- 1961 Децембарска награда АП Косово и Метохија, Приштина (одрекао се 1987)
- 1961 II награда за идејно решење споменика Бору Вукмировићу и Рамизу Садику, Приштина
- 1961 II награда за идејно решење споменика шарпланинским партизанима, Приштина
- 1962 II награда за идејно решење споменика партизанском одреду „Др. Драгиша Мишовић“, Чачак
- 1966 I награда за идејно решење споменика погинулим борцима из Ораховца, Приштина
- 1968 Спомен плакета за изванредан допринос развитку Више педагошке школе, Приштина, Признање за успешну сарадњу Радничког универзитета, Светозарево
- 1969 Награда УЛУС-а за вајарство, Београд[8]
- 1971 Награда града Приштине, Приштина, Удружења ликовних уметника Косова, Приштина, Откупну награда за идејно решење спомен костурнице-умрлим и погинулим Југословенима у Италији, Гонрас[8]
- 1974 Одликован Орденом Братства и јединства са сребрним венцем, Београд, Награда Универзитета Приштине, Приштина, Награда Пролећног салона УЛУК-а, Приштина[8]
- 1975 Награда Мајског салона УЛУК-а, Приштина
- 1977 Награда УЛУПУК-а, Приштина
- 1978 Седмојулска награда СР Србије за вајарство, Београд
- 1979 Откупна награда Галерије уметности, Приштина
- 1981 Награда СУЛУЈ-а, Београд
- 1986 Награда АВНОЈ-а за вајарство, Београд, Прва награда на изложби „Београд – инспирација уметника“, Београд
- 1997 Прва награда Новембарског салона, Приштина
- 1998 Вукова награда Културно-просветне заједнице Србије за изузетан допринос развоју културе у републици Србији и свесрпском културном простору, Београд
- 2005 Видовданско признање за духовно уздизање универзитетске мисли, Универзитета у Приштини, Косовска Митровица
- 2007 Награда „Проф. др Војислав К. Стојановић“ Удружења универзитетских професора и научника Србије, Београд
- 2020 Награда Вукове задужбине за уметност за изложбу „Радови (1998-2018)” у Салону Народног музеја Зрењанин и Галерији САНУ[9]

## Споменици и скулптуре у јавним просторима
- 1963 Споменик Бори Вукмировићу и Рамизу Садику, Ландовица
- 1964 Споменик Шарпланинским партизанима, Брезовица
- 1969 Споменик погинулим партизанима, Качилол
- 1998 Рељефи проф. др Војислава Данчетовића и академика Вука Филиповића, Вучитрн. Биста Симеона Немање, Институт за српску културу, Приштина
- 2000 Споменик Светом Сави, Лепосавић
- 2005 Биста Вука Караџића, Институт за славистику, Беч
- 2005 Биста Слободана Јовановића, амфитеатар Правног факултета, Београд
- 2016 Биста Симе Андрејевића Игуманова, Призренска богословија, Призрен[10]
- 2021 Споменик деспоту Стефану, Београд[11]